# Корстон-Москва
«Корстон-Москва» (англ. Korston Hotel Moscow; изначально — гостиничный комплекс «Орлёнок») — бывший 20-этажный гостиничный комплекс в Москве. Входил в российскую сеть комплексов Korston Hotels & Malls, охватывающую Москву, Казань, Серпухов.

## История
Построен в 1976 году по проекту архитекторов Юрия Арндта и Татьяны Владимировой силами строительных подразделений «Минсредмаша». Подобно многим московским гостиницам, гостиница «Орлёнок» строилась в преддверии летних Олимпийских игр 1980 года, которые проводились в Москве. После завершения строительства в 1976 году назывался «Гостиничный комплекс „Орлёнок“». Своё поэтичное название гостиница получила в честь героя популярной в советские времена песни о Гражданской войне. В 1984 году группа строителей и архитекторов комплекса была удостоена премии Ленинского комсомола.
Гостиничный комплекс находился в ведении ЦК ВЛКСМ и являлся гостиницей для молодых иностранных туристов, приезжавших по путевкам «Спутника», и школьников, направлявшихся в пионерские лагеря «Артек», «Орлёнок» и «Океан». Много лет гостиница успешно исполняла свои функции и считалась одной из лучших трехзвездочных гостиниц в Москве.
27.09.1991—28.09.1991 в гостинице «Орлёнок» прошел последний XXII Чрезвычайный съезд и роспуск ВЛКСМ.
В 1992 году гостиница «Орлёнок» была реорганизована в акционерное общество, а в 1997 году московская регистрационная палата зарегистрировала ОАО «Комплекс Гостиницы „Орлёнок“».
В 2002 году гостиница продана международной сети комплексов Korston Hotels & Malls, которую возглавил генеральный директор «Орлёнка» Анатолий Кузнецов, гостиничный комплекс был переименован в «Корстон-Москва».
В 2003 году гостиница получила лицензию на туристическую деятельность, прошла сертификацию на категорию «четыре звезды» и получила награду в номинации «Лучший инвестиционный проект года» в конкурсе «Хрустальная ладья».
В 2006 году группа компаний «Корстон» объявила о планах по расширению гостиничного комплекса на Воробьёвых горах.
В декабре 2018 года компания «Яндекс» объявила о покупке территории гостиницы для своего нового офиса.
В октябре 2020 года начат снос здания гостиницы. В будущем «Яндекс» планирует построить на его месте свою новую штаб-квартиру.

## Расположение
Располагалась по адресу: улица Косыгина, 15, на Воробьёвых горах.